# Wilfrid Brambell
Wilfrid Henry Brambell (Dublín, 22 de marzo de 1912 – Londres, 18 de enero de 1985) fue un actor televisivo y cinematográfico irlandés, conocido principalmente por su participación en la serie televisiva británica Steptoe and Son.

## Primeros años
Nacido en Dublín, Irlanda, tras dejar sus estudios trabajó a tiempo parcial como reportero del periódico The Irish Times y como actor en el Abbey Theatre de Dublín. Posteriormente ya trabajó como actor profesional en el Teatro Gate y, tras el inicio de la Segunda Guerra Mundial, se alistó en la organización Entertainments National Service Association, dedicada al entretenimiento de las Fuerzas Armadas Británicas.

## Carrera interpretativa
Su carrera televisiva empezó en la década de 1950, haciendo pequeños papeles en tres producciones de Nigel Kneale/Rudolph Cartier para BBC One: como borracho en The Quatermass Experiment (1953), como viejo y como prisionero en Nineteen Eighty-Four (1954) y como un vagabundo en Quatermass II (1955). Con estas actuaciones se ganó su reputación de intérprete de viejos, a pesar de que en esa época tenía solo algo más de cuarenta años.

## Steptoe and Son
Fue su habilidad para interpretar a personajes viejos lo que motivó que le eligieran para actuar como Albert Steptoe, su papel más famoso, el irascible padre en la serie televisiva Steptoe and Son. Inicialmente se trataba de un episodio piloto en el programa de la BBC Comedy Playhouse: pero su éxito devino en una serie que se emitió desde la década de 1960 hasta la de 1970. Hubo además dos spin-offs cinematográficos de Steptoe and Son, un espectáculo teatral y una versión estadounidense titulada Sanford and Son, basada en los guiones británicos originales. En Estados Unidos el papel de Brambell fue llevado a cabo por Redd Foxx.
El éxito de Steptoe and Son dio a Brambell un gran prestigio en la televisión británica, y le valió el conseguir el papel del abuelo de Paul McCartney en el primer film de The Beatles A Hard Day's Night en 1964. En 1965 Wilfrid expuso a la BBC que no deseaba hacer otro Steptoe and Son, y en septiembre de ese año viajó a Nueva York para actuar en Broadway en el  musical Kelly, en el Teatro Broadhurst. Sin embargo la obra solo se representó en una ocasión.
En 1971 fue elegido para interpretar a Jeff Simmons, bajista de The Mothers of Invention, en el film de Frank Zappa 200 Motels (una elección extraña, ya que el Simmons real era joven, de pelo largo y americano) pero tras diferencias con Zappa abandonó el proyecto.

## Vida personal y últimos años
Brambell fue homosexual en un tiempo en el que era prácticamente imposible para los personajes públicos salir del armario. 
Las prácticas homosexuales fueron ilegales en el Reino Unido hasta la aprobación de la ley de delitos sexuales de 1967. En 1962, Brambell fue arrestado en un baño público de la estación de metro de Shepherd's Bush por «importunar persistentemente con propósitos inmorales», siendo condenado a un año de libertad condicional y al pago de 25 guineas. 
Previamente, estuvo casado entre 1948 y 1955; la unión terminó cuando él descubrió que el hijo que su esposa dio a luz en 1953 era de su portero.
Tras finalizar Steptoe and Son en 1974, Brambell hizo algunos papeles como artista invitado en televisión y trabajó en el cine, pero tanto él como Corbett se encontraron muy encasillados por sus famosos personajes. En un intento de aprovechar la situación, en 1977 hicieron una gira por Australia con un show teatral basado en Steptoe and Son. Sin embargo, ambos actores se despreciaban, por lo que el tour resultó un desastre.
Brambell falleció en Londres a causa de un cáncer, en 1985, a los 72 años de edad. Fue incinerado en el cementerio londinense Streatham Park.

## Filmografía
- The Quatermass Experiment .... Borracho (1953)
- Quatermass II .... Vagabundo (1955)
- The Adventures of Robin Hood .... Pescador (1957)
- Steptoe and Son (1962-1965, 1970-1974, 1977) (serie de TV) .... Albert Steptoe
- What a Whopper (1961) .... Cartero
- In Search of the Castaways (1962) .... Bill Gaye
- The Small World of Sammy Lee (1963) .... Harry
- Crooks in Cloisters (1964) .... Phineas
- A Hard Day's Night (1964) .... John McCartney, abuelo de Paul McCartney
- The Three Lives of Thomasina (1964) .... Willie Bannock
- Go Kart Go (1964) .... Fred, Junkman
- Alice in Wonderland (1966) .... Conejo Blanco
- According to Dora (1968) (serie de TV) .... Varios
- Witchfinder General (1968) (como Wilfred Brambell) .... Master Loach
- Lionheart (1968) .... Dignett
- Cry Wolf (1968) .... Repartidor
- Carry On Again Doctor (1969) ... Mr Pullen, un paciente
- Steptoe and Son (1972) .... Albert Steptoe
- Steptoe and Son Ride Again (1973) .... Albert Edward Ladysmith Steptoe
- Holiday on the Buses (1973) .... Bert Thompson
- Rembrandt (1980) .... mendigo Saul
- High Rise Donkey (1980) .... Ben Foxcroft
- The Terence Davies Trilogy: Death and Transfiguration (1984) .... Robert Tucker (viejo)
- Sword of the Valiant (1984) .... Porter